# Фляга

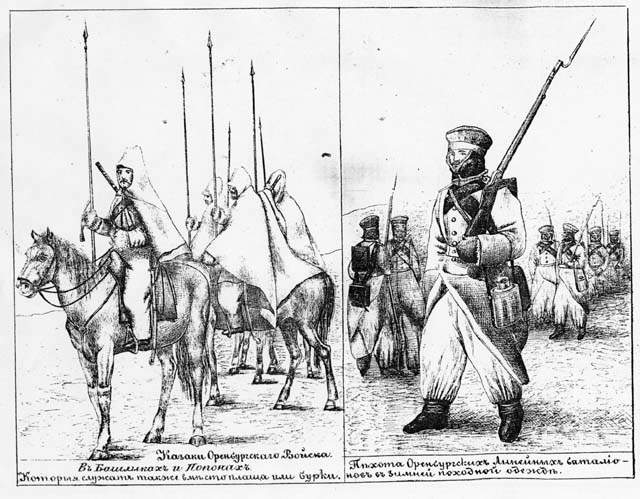
Пехотинец оренбургского войска. На левом боку фляга для воды (рисунок справа) (1874)

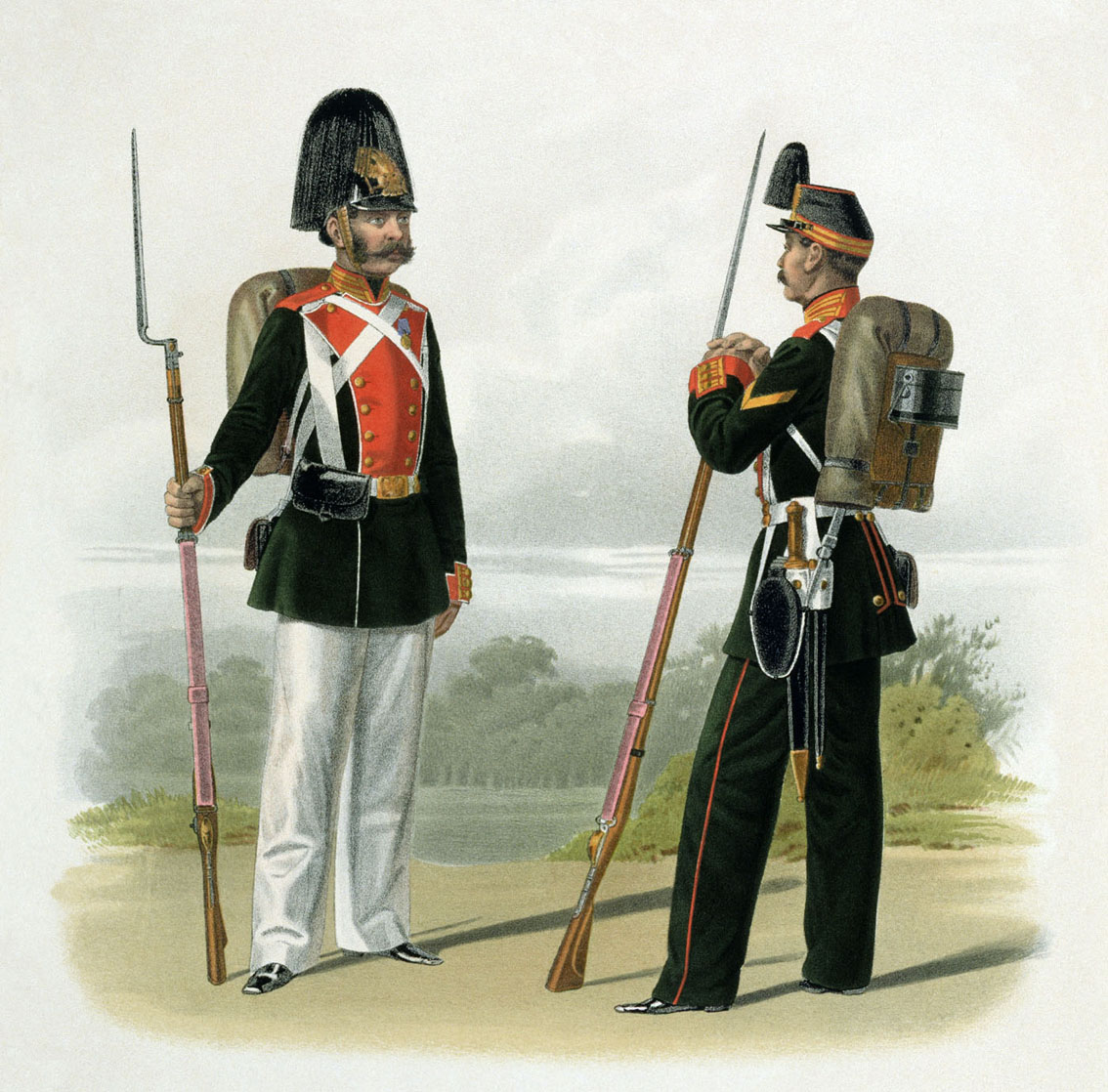
Пиратский К. К. Рядовые полков Лейб-Гвардии Преображенского и Московского. 1862 год, видна фляга на портупее.

Фля́га (обратное образование от «Фля́жка», от нем. Flasche через пол. flaszka) — плоская или овальная бутыль (баклага, сосуд) как правило металлическая с навинчивающейся пробкой.
В ряде случаев пробка снабжается ниппелем, позволяющим пить из неё, не открывая пробки. Так, например, пробка из комплекта противогаза ГП-7 позволяет пить из стандартной армейской фляги через трубочку, не снимая противогаза. Фляги часто снабжаются матерчатым чехлом или ремнём для переноски. (Смоченный водой чехол позволяет несколько охладить флягу). Фляги из дерева изготавливались для солдат вермахта в Северной Африке, которые часто получали их по две. В русском разговорном языке флягой обычно называют большой алюминиевый бидон с ручками и герметичной крышкой для перевозки молока и молочных продуктов (например, ФА-40 объёмом 40 л. ГОСТ 5037-97), а собственно флягу для напитков называют «фляжка».

## В Российской Императорской армии
В Русских гвардии и армии использовались индивидуальные фляги, изготовленные из стали (жести) или стекла в соответствии с особыми требованиями, утвержденными приказами. В 1802 году жестяные емкости для переноски воды назывались водоносными фляжами и носились привязанными к цилиндрическим ранцам.
Стеклянная фляга окрашивалась чёрной масляной краской и носилась на ремне (портупее) через правое плечо на левом боку за бедром (с 1862 года).
С 1899 года в Русской армии использовались цельноштампованные алюминиевые водоносные фляги с корковой пробкой в суконном чехле. Образцы фляг подлежали специальным испытаниям на прогибаемость.

## В Вооруженных силах России (СССР)
В ВС России (а до того — СССР) индивидуальные фляги используются для питья в полевых условиях и относятся к имуществу продовольственной службы.
В ВДВ России (ранее в СССР) фляга вставляется в котелок, образуя с ним комплект. В первых образцах комплекта фляга была выполнена с завальцованным фланчиком. В 1989 году изменилась форма фляжки. Размер всего комплекта в собранном виде: 182 × 160 × 90 мм, элементы выполнены из пищевого алюминия. Объём фляги 1 литр при весе в 220 г.
Масса всего комплекта:
пустого — 560 г.
наполненного водой — 1,560 г.
полная масса в чехле без воды — 640 г.
Также комплект фляга-котелок ВДВ возможно использовать для получения чистой пресной воды путем дистилляции, например, соленой морской воды.

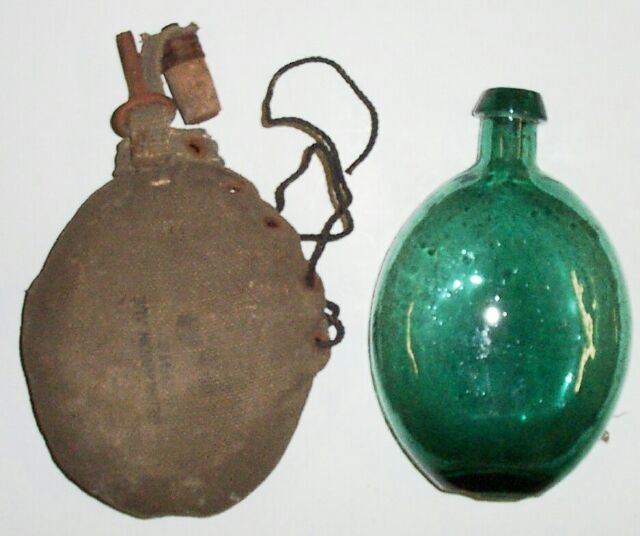
Немецкая эрзац-фляга, которая давалась солдатам на поздних стадиях Первой мировой войны — 1918. Фляга сделана из зеленоватого выдувного стекла. Она плохого качества: неровной формы и с большим количеством воздушных пузырей. Мешочек (чехол) из брезента, сделанный из бумажной ткани так же как и ремешок
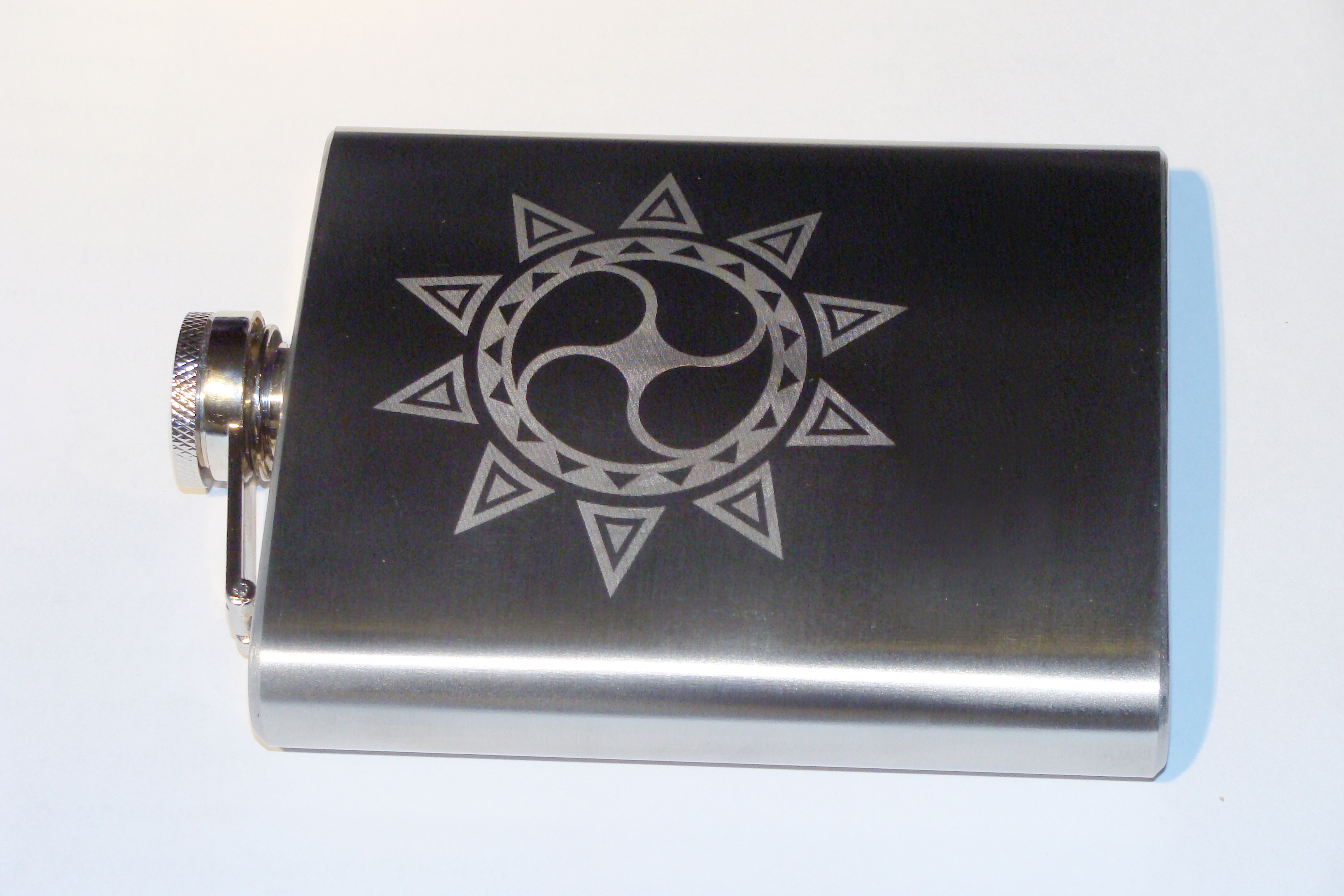
Карманная фляга
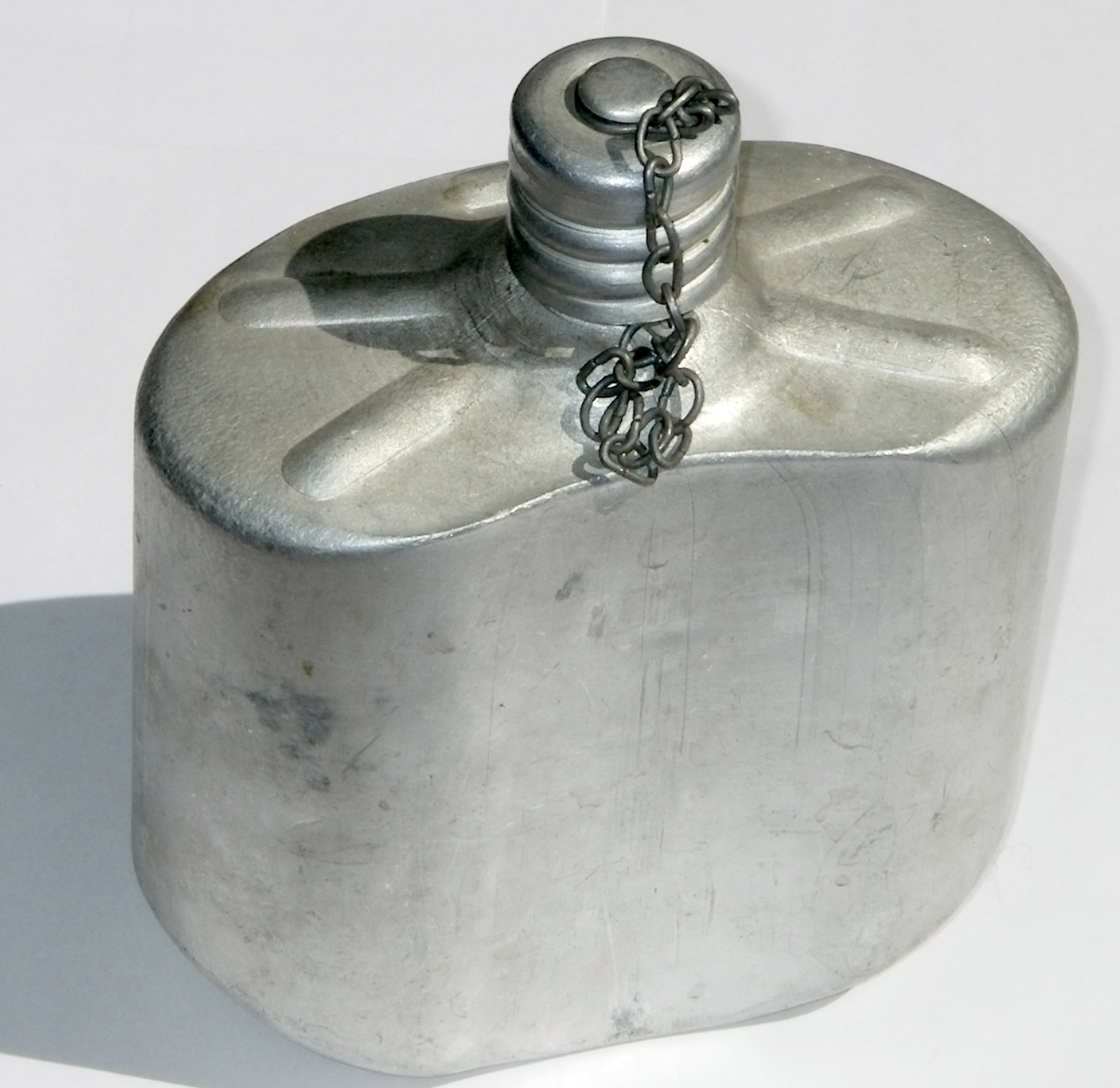
Алюминиевая фляга ВДВ
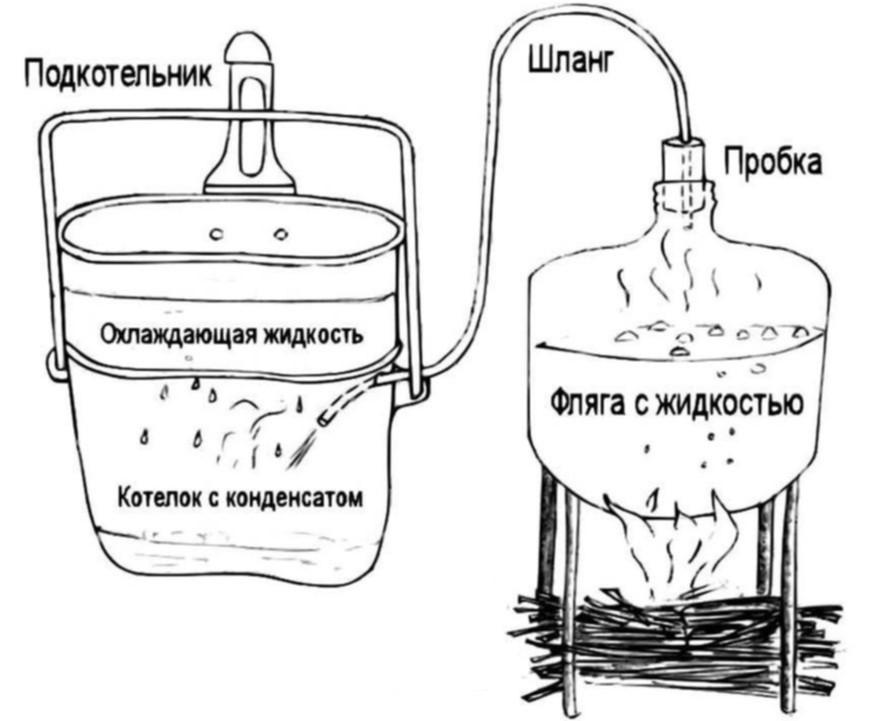
Получение чистой пресной воды с помощью фляги и котелка ВДВ
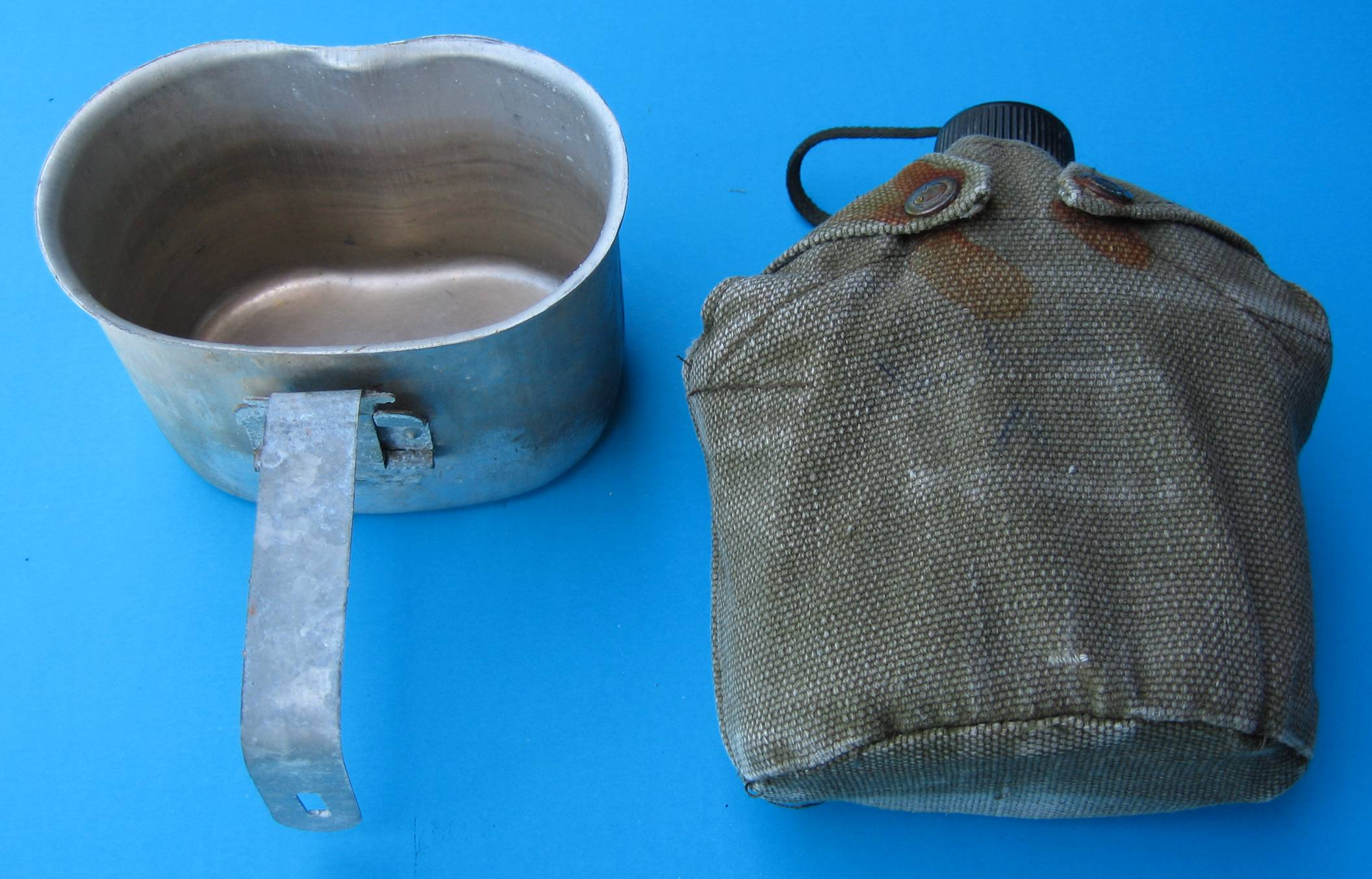
Фляга с матерчатым чехлом (справа)
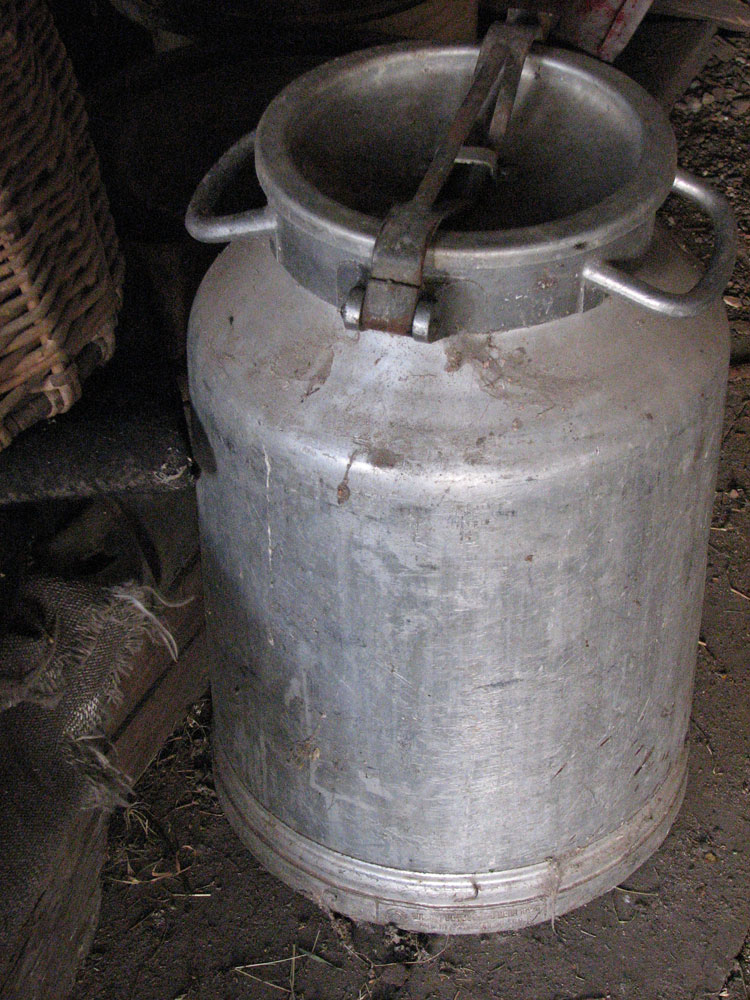
Фляга (бидон) для молочных продуктов